# Tonsysteme im subsaharischen Afrika
Als Tonsysteme im Afrika südlich der Sahara sind hier vereinfachend nur die Tonsysteme derjenigen traditionellen Musik des Subsahara-Afrika gemeint, die sich zunächst ohne Einfluss der modalen, arabisch geprägten Musik Nordafrikas und der teilweise europäisch geprägten Musik des südlichen Afrikas entwickelt haben. Sie sind den vielen Kulturen, Sprachen, Lebensformen und Anlässen sowie den vokalen und instrumentalen Gepflogenheiten entsprechend sehr unterschiedlich. Dennoch lassen sich die bisher bekannten und untersuchten Tonsysteme grob in drei Hauptkategorien fassen:
Tonsysteme mit fünftönigen Tonleitern (Pentatonik), Tonsysteme mit siebentönigen Tonleitern (Heptatonik) und Tonsysteme mit sonstigen Tonleitern.
Meist sind diese Tonsysteme ganz anders geartet als die abendländisch-westlichen. Trotzdem ist es möglich und nötig, für deren Beschreibung Begriffe aus unserer Intervallehre zu benutzen; denn es gibt keine entsprechenden afrikanischen Begriffe und keine der abendländischen und islamischen vergleichbare afrikanische Musiktheorie. Sogar von Temperierung kann bei einigen Tonsystemen gesprochen werden. Auch der Gebrauch von naturreinen Intervallen kommt vor. Insgesamt ist die subsaharische Musik demnach extrem vielschichtig und in verschiedenen lokalen Ausprägungen formal und satztechnisch hoch entwickelt, oft bis hin zu komplexer Mehrstimmigkeit. Ihre Tonsysteme sind in ihrer langen, im Wesentlichen notationslosen Tradition nie – wie etwa die westlichen in der gleichstufigen Stimmung – im Sinne einer allgemeinen Temperierung vereinheitlicht worden. Allerdings hat sich die europäische gleichstufige Stimmung in moderner afrikanischer Tanz- und Popmusik, im afrikanischen Schlager und im afrikanischen Jazz längst durchgesetzt. Inzwischen werden manche typisch subsaharische Instrumente entsprechend gestimmt.

## Tonsysteme mit fünftönigen Tonleitern
Annähernd gleichstufig („äquidistant“), also mit nahezu gleich großen Intervallen: Die Quarten tendieren dazu, sehr eng zu sein, die Quinten sind etwas größer als die reinen Intervalle. Von C aus gesehen entspricht diese gleichstufige Pentatonik ungefähr den Tönen C, hohes D, tiefes F, G, hohes A. Die Quarten weichen etwas von der äquidistanten Quarte (480 Cent), die Quinten von der äquidistanten Quinte (720 Cent) ab. Terzen fehlen in dieser Pentatonik. Diese Tonleitern mit dem Grundintervall von ungefähr 240 Cent werden oft so eingesetzt, dass einfache Rückungen vorgenommen werden, z. B. im ostafrikanischen „Miko“-Transpositionssystem des Lamellophons Amadinda in Süd-Uganda. Gesungen wird die Musik aus diesen Tonleitern meist einstimmig, bei den Pygmäen in den Waldgebieten des Kongo allerdings auch extrem polyphon in Hoquetustechnik (wobei die „Äquidistanz“ nur hypothetisch ist, da die Tonhöhen beim Singen sehr frei getroffen werden).
Pentatonisch ohne Halbtöne („anhemitonisch“): Dieser Typ entspricht der uns geläufigen Pentatonik, etwa in der Tonleiter C, D, E, G, A. Meist wird dieser Typ zweistimmig im „Übersprungverfahren“ angewendet: Wenn wir eine Pentatonik mit C, D, E, G, und A annehmen, werden jeweils C und E (D wird übersprungen), D und G (E wird übersprungen) sowie E und A (G wird übersprungen) zusammenklingen (tiefer Ton zuerst notiert; alle Tonnamen geben relative Tonhöhen an, keine absoluten). Quarten und Quinten tendieren zur Naturreinheit, ebenso die Terzen. Eine seltene Ausnahme hin zur Dreistimmigkeit findet sich bei den Wahenga in Malawi, mit Akkordfolgen wie G-C-E → A-D-G → C-E-A (letzter Akkord selten).
Asymmetrisch: Ein Beispiel findet sich in der Spielweise der Harfe kundi der Azande. Die Tonhöhen entsprechen zwar ungefähr der Tonleiter G, tiefes A, C, D, tiefes E, doch ist namentlich das oberste Intervall fast ein Halbton. Die Schritte betragen, kumuliert aus drei Messungen verschiedener Harfen: 165–169 Cent (sehr kleiner „Ganzton“), 282–335 Cent (um eine „kleine Terz“), 221–227 Cent (übergroße Sekunde), 113–148 Cent (Sekunde, nah an einem „Halbton“!)
Obertonspektral: Diese Tonleiter entspricht den Tönen 4 bis 9 der Naturtonreihe. Oft werden allerdings nur vier Haupttöne verwendet, selten wird der oberste Ton 9 hinzugefügt. Beispiele aus Ost- und Zentralafrika: die Chorgesänge und die Kombination von Gesangsstimme und der Fidel zeze oder dem Lamellophon ilimba bei den Wagogo in Zentraltansania. Der zweistimmige Satztyp wäre, wieder im „Übersprungverfahren“: C-G → E-tiefes B → G-C → tiefes B-D (das letzte Intervall selten), gestimmt gemäß der Naturtonreihe mit Naturterz E (Ton 5 der Naturtonreihe) und Naturseptime tiefes B (Ton 7). Das D (9. Ton der Naturtonreihe) kann aber auch in die Mitte der Tonleiter gesetzt werden zu einer Gesamttonleiter tiefes B, C, D, E, G, tiefes B (Beispiel: Stamm der Makua, Kongo-Brazzaville, ähnliche Tonleitern finden sich in der Zentralafrikanischen Republik).
Die fünftönigen Tonsysteme werden in manchen Musikstücken keineswegs ausschließlich verwendet. So können beispielsweise heptatonische Gesangsmelodien mit pentatonischer Instrumentalbegleitung versehen sein (siehe dazu die Klangbeispiele bei den Weblinks).

## Tonsysteme mit siebentönigen Tonleitern
Siebentönige Tonleitern haben oft einen sehr komplexen Aufbau. Die zu ihnen gehörende Musik wird in ungefähr der Hälfte der Fälle dreistimmig gesungen.
Die dreistimmige Singeweise im „doppelten Übersprungverfahren“ ergibt eine Folge von ungefähren Dur-Dreiklängen: C-E-G → D-Fis-A → E-Gis-H → F-A-C usw. Das klangliche „Leitbild“ ist immer der „Dur-Dreiklang“, der aber in diesen Tonleitern nicht ohne Kompromisse in Folge zu verwenden ist. Im Beispiel oben müssten die Stufen F/Fis und G/Gis „gespalten“ vorkommen.
Hierbei ergeben sich zweierlei Ausprägungen:
„Chromatische“ Tendenzen (teils im westlichen Zentralafrika, beispielsweise bei den Mpyèmo in der Zentralafrikanischen Republik).
„Temperierungen“: Typisch hierfür sind labile Terzen (Angola und Südkongo, beispielsweise bei den Achokwe und Vambwella).
Diatonische Siebenertonleitern, ähnlich den europäischen Stimmungen, findet man auch oft als Grundlage von reiner Instrumentalmusik, beispielsweise beim Spiel auf einem Lamellophon (siehe Weblinks).
Gleichstufige (äquidistante) Siebenertonleitern, die im Idealfall eine „neutrale“ Terz von 343 Cent enthielten, kommen hauptsächlich in der Instrumentalmusik, kaum in der Vokalmusik, jedenfalls nicht in der oben geschriebenen Dreistimmigkeit vor. Die Äquidistanz ist, wo sie denn vorliegt, beispielsweise in Stimmungen der Mbira Dza Vadzimu in Simbabwe, immer nur der eine extreme Pol in einer großen Bandbreite bis hin zu einer ausgeprägten siebenstufigen Diatonik.

## Tonsysteme mit sonstigen Tonleitern
Viertönige Tonleitern: Sie gehen beispielsweise auf die Technik des Mundbogenspielens zurück, so bei den ǃKung im südlichen Afrika. Die schwingende Saite des Mundbogens erzeugt im Mundraum des Spielers – ähnlich wie bei einer Maultrommel – Naturtöne. Wird die Saite abgegriffen, ergibt sich eine zusätzliche Naturtonreihe. Dabei werden jeweils die ersten vier Naturtöne genutzt. Die ǃKung erzeugen auf diese Weise die Töne C und G sowie D und A. Der Intervallabstand des Abgreifens ist hier eine große Sekunde.
Sechstönige Tonleitern: Auch sie können beim Mundbogenspiel unter Ausnutzung der ersten sechs Naturtöne erzeugt werden. Dabei kann es z. B. beim Abgreifen einer kleinen Sekunde zu einem Tonvorrat C, E und G sowie Des, F und As kommen. Gerhard Kubik vermutet, dass derlei Techniken im westlichen Zentralafrika zu Tonsystemen geführt haben, die auch auf andere Instrumente wie die Bogenlaute cihumba (Pluriarc, ein achtsaitiger Musikbogen) übertragen worden sind. Die Mpyèmo (Zentralafrikanische Republik) kennen in ihren Sya-Märchen eine komplexe Tonleiter aus kleinen, großen und „übermäßigen“ Sekunden (hier zwischen Des und E). Der Anfang einer Melodie aus diesem Märchen lautet G, F, Des, E, E, C, Des, C. Daraus resultiert die als abwärts verlaufend empfundene Tonleiter G, F, E, Des, C. Sie entspricht einer reduzierten sechstönigen Tonleiter mit As, G, F, E, Des, C.

## Die Erforschung der subsaharischen Tonsysteme
Die Musik des Afrikas südlich der Sahara besitzt viele orale Traditionen, die sich teilweise erheblich voneinander unterscheiden. Sie kennt außer unbedeutenden Versuchen, Musik in Tabulaturen zu erfassen, keine Notation. Da zudem in keiner afrikanischen Sprache eine Begrifflichkeit für die Parameter von Tonsystemen entwickelt wurde, war die Untersuchung der Tonsysteme zunächst ganz auf die erklingende Musik, ihre aufnahmetechnische Konservierung und auf den Versuch, sie zu transkribieren, angewiesen. Das konnten zunächst nur westliche Musiker, Musikwissenschaftler und Musikethnologen ansatzweise leisten. Erst ab etwa 1960 befassten sich auch Afrikaner damit, in bedeutendem Umfang J. H. Kwabena Nketia. Doch selbst in seiner Darstellung der Musik Afrikas fehlen gründliche Analysen der Tonsysteme. Allerdings zeigten er und andere afrikanische Wissenschaftler, dass die europäische Terminologie nicht alle Phänomene der subsaharische Tonsysteme erfassen kann.
Erst mit dem Versuch, neben der erklingenden oder auf Tonkonserven festgehaltenen Musik auch Filmaufnahmen, aus der oralen Tradition kommende Zeugnisse und Kenntnisse betroffener Musiker, Ergebnisse der Instrumentenkunde, die schwer erforschbare subsaharische Musikgeschichte, historische Zeugnisse aus der Kolonialzeit und die Erkenntnisse der Ethnologie für die Untersuchung der Tonsysteme zu nutzen, brachte befriedigende Ergebnisse.
Zwei wichtige Namen in diesem Zusammenhang sind Arthur M. Jones (1889–1980) und Hugh Tracey (1903–1977). Im deutschsprachigen Raum waren es nach 1945 vor allem Wissenschaftler aus Wien und Berlin, so zum Beispiel Gerhard Kubik (* 1934) und Artur Simon (1938–2022), die gründliche Feldstudien und Untersuchungen durchführten und eine quellengestützte Musikethnologie schufen und weiterführten, die sich mit der Musik des Afrikas südlich der Sahara adäquat auseinandersetzen kann. Dennoch muss man davon ausgehen, dass bisher erst ein Bruchteil der im Afrika südlich der Sahara existierenden Tonsysteme bekannt ist.
Gegenwärtig stellen sich für die Forschung neue Probleme, da die traditionelle Musik des Afrikas südlich der Sahara und ihre Merkmale im Schwinden begriffen sind und somit der wissenschaftlichen Untersuchung entzogen werden. Stattdessen haben sich, beginnend mit Highlife und Kwela und international bekannt geworden durch Musiker wie Mory Kanté und Youssou N’Dour, neue, meist urbane subsaharische Musikstile durchgesetzt, die sich zwar teilweise wieder traditioneller afrikanischer Instrumente und Strukturen bedienen, aber mit ihrem westlichen, elektrischen und elektronischen Instrumentarium und ihren modernen Sample- und Aufnahmetechniken eher dem gleichstufigen, diatonischen Tonsystem europäischer Prägung verpflichtet sind.